# Hajigabul
Hajigabul (azerí: Hacıqabul) é um dos 59 rayons em que se subdivide politicamente a República do Azerbaijão. A cidade capital é Hajigabul (conhecida como Qazıməmməd).

## Território e População
Hajigabul tem1641,40 quilômetros quadrados e cerca de 59.000 habitantes, sendo a densidade populacional 35,9 hab./km2.

## Economia
Um papel importante na economia deste rayon é a extração de petróleo, em particular na zona do noroeste até o sudeste a través das zonas das cordilheiras Şahdağ e Mişovdağ. A região está dominada pela agricultura, principalmente a pecuária (gado bovino e ovino), assim como ao largo do Kura e do Pirsaat tem lugar o cultivo de cereais e verduras. Há três empresas agrícolas e outras 47 propriedades agrícolas de grande dimensão.